# هافن بروس
هافن بروس (بالإنجليزية: Haven Bruce)‏ هو لاعب كرة قدم أمريكي، ولد في 12 يناير 1979 في تشارلوت في الولايات المتحدة. لعب مع Upward Stars ‏.